# Szudétanémetek
Szudétanémeteken a mai Csehország (eredetileg a történelmi Cseh Királyság – Csehország és Morvaország-) peremén élő, a második világháború után zömmel elűzött, kitelepített németajkú lakosságot és leszármazottjaikat értjük. A fogalmat gyakran (vitatottan) leszűkítik a csak az első Csehszlovák Köztársaság idejének (1918-1938) csehszlovákiai német állampolgáraira.
A „szudétanémet” kifejezés a 20. század elején alakult ki, s az első világháború, pontosabban az Osztrák–Magyar Monarchia összeomlása után gyűjtőfogalomként vált meghatározóvá, az 1918-ban kikiáltott Csehszlovákia cseh területein élő kevert (bajor, frank, szász és sziléziai) származású német kisebbség megnevezésére.

## Rövid történelem

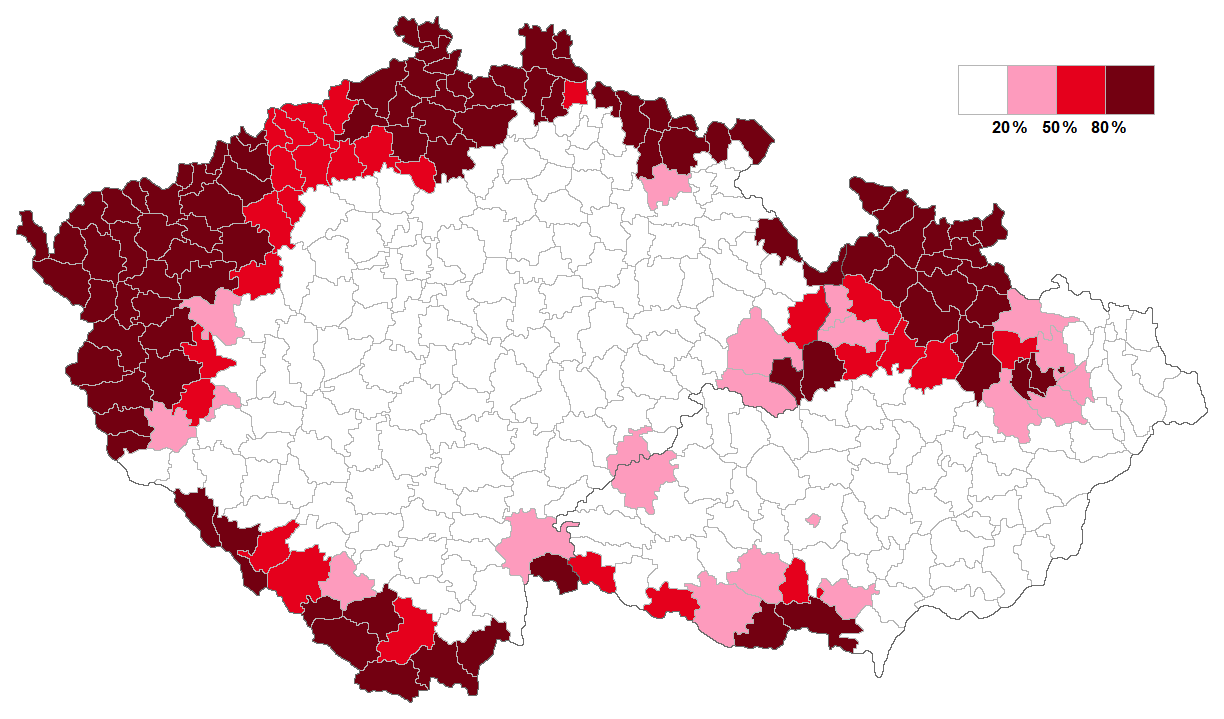
A német anyanyelvű lakosság elhelyezkedése az 1930-as csehszlovák népszámlálás alapján mai Csehország területén

Az első világháború után Masarýk, Csehszlovákia alapító elnöke így nyilatkozott egy interjúban az akkori egyik vezető francia lap, a Le Matin számára 1919. január 10-én:
Történelmi határaink majdnem egybeesnek a nemzetiségi határokkal. Csak a cseh négyszög északi és keleti szélein található német többség az elmúlt évszázadok betelepülései következtében. Ezeknek az országidegeneknek a részére talán lehetséges egy bizonyos modus vivendi, és ha megbízható polgároknak bizonyulnak, még az is lehetséges, hogy parlamentünk […] valamilyen autonómiát biztosít részükre. Ellenkező esetben meg vagyok győződve arról, hogy ezen területek gyorsan némettelenítve lesznek.
Az 1930-as évek nagy gazdasági világválsága és az eldurvult parlamenti választások tovább élezték a csehszlovák politikai helyzetet, s a lakosság spontán reakciói már az egyes nemzetiségi területek közbiztonságát veszélyeztették. A kialakult helyzet egyesítette a különben igen vegyes származású, képzettségű, vagyoni helyzetű és politikai hozzáállású németséget, akik egyrészt egységesen a nacionalista Szudétanémet Pártra (németül Sudetendeutschen Partei, SdP) adták voksukat.
Csehszlovákia feldarabolását és az ún. Cseh-Morva Protektorátus létrejöttét az 1938. szeptember 29-én a Harmadik Birodalom, Franciaország, Nagy-Britannia és Olaszország által aláírt ún. müncheni egyezmény (Münchner Abkommen) készítette elő.
A bevonuló német csapatokat, számos híradófelvétel tanúsága szerint is, a szudétanémetek kitörő örömmel, egy szívvel-lélekkel fogadták, hisz az átlag szudétanémet számára közbiztonságot, nyugalmat s német nyelvű állami, helyhatósági ügyintézést biztosítottak. A német közigazgatás rendkívül gyorsan épült ki, széles polgári támogatást élvezve. A zsidó- és szlávellenes, a cseh politikai ellenzéket teljesen kiirtó törvényeket így igen gyorsan, ijesztő precizitással hajthatták végre, ami aztán a második világháború után alapot szolgáltatott arra, hogy a Beneš-dekrétumok értelmében a szudétanémeteket a nemzetiszocializmus minden tettéért a „kollektív bűnösség” jegyében brutálisan elítéljék, megbélyegezzék és elűzzék.
A második világháború után létrejött második Csehszlovák Köztársaság területéről elűzött szudétanémetek érdekképviseletét évtizedek óta a Bajorországot kormányzó Bajor Keresztényszociális Unió (CSU) vállalja. Hagyományos rendezvényük az Augsburgban kétévenként pünkösdkor megrendezett Szudétanémet Napok.

## Híres szudétanémetek
- Lásd: Kategória:Szudétanémetek
- Továbbá: Johannes von Saaz, Maria von Ebner-Eschenbach, Adalbert Stifter, Gertrud Fussenegger, Otfried Preußler, Christoph Willibald Gluck, Johann Wenzel Stamitz, Fidelio Finke, Walter Hensel, Alfred Kubin, Ferdinand Staegel, Oskar Kreibich, Heribert Losert, Franz Metzner, Josef Maria Olbrich, Ferdinand Tietz, Ernst Mach, Thaddäus Haenke, Franz Josef Gerstner, Gustav Fochler-Hauke, Karl Cori, Gerti Cori, Herwig Schopper, Josef Ressel, Erich Heller, Gustav Karl Laube, Ehrenfried Patzel, Heinz Rutha

## Külső hivatkozások
- Az Országos Idegennyelvű Könyvtárban lévő szudétanémet tárgyú kötetek
- Az Országos Idegennyelvű Könyvtárban lévő szudétanémet tárgyú cikkek
- A szudétanémeteket megkülönböztető "sárga csillag" a háború után: az N-betű (2. old.)
- Dokumentation der Vertreibung der Deutschen aus Ost-Mitteleuropa
- Ismét a Benes-dekrétumokat bírálta a bajor miniszterelnök (Info Rádió híre, 2007. május 27.)
- A szudétanémet kérdés a második világháborúban. Edvard Beneš és Wenzel Jaksch levelezése, 1939-1943; ford., sajtó alá rend. Kasza Péter; JATEPress, Szeged 2000 (Documenta historica)